# Distrito de Daniel Alomía Robles
El distrito de Daniel Alomía Robles es uno de los diez que conforman la provincia de Leoncio Prado, ubicada en el departamento de Huánuco,  en el centro del Perú.
El nombre del distrito honra al reconocido compositor huanuqueño Daniel Alomía Robles, autor de la pieza musical peruana más reconocida a nivel internacional, la zarzuela El cóndor pasa….
Desde el punto de vista jerárquico de la Iglesia católica forma parte de la diócesis de Huánuco, sufragánea de la arquidiócesis de Huancayo.

## Historia
El distrito fue creado mediante Ley 11843 del 27 de mayo de 1952, en el gobierno del Presidente Manuel A. Odría.

## Geografía
Abarca una superficie de 710,91 km².

## Capital
La ciudad capital del distrito es la localidad de Daniel Alomía Robles, más conocido como Pumahuasi.

## Autoridades

### Municipales
- 2023 - 2026[2]
  - Alcalde: Luis Alan Picon Ponce, del Partido MOVIMIENTO INDEPENDIENTE REGIONAL HUÁNUCO PRIMERO (HUAPRI).

### Religiosas
- Diócesis de Huánuco[3]
  - Obispo: Mons. Jaime Rodríguez Salazar, MCCJ
- Parroquia
  - Párroco: Pbro.    .

## Atractivos turísticos
- Cueva de los Pumas.
- Playa Tulumayo.
- Mirador Cárcava de Las Vegas
- Playa Peregrinos
- Laguna La Victoria
- La Cristalina

## Festividades
- 24 de junio: Fiesta de San Juan. En la víspera bailan alrededor de fogatas con conjuntos típicos. Al amanecer hay un baile de pandillada en donde la gente baila alrededor de un árbol cargadas de regalos y que se le conoce con el nombre de "Yunsa". En las playas del río Tulumayo (playa Tuluamyo) se organizan bailes y ferias artesanales. Todos degustan del “Juane” ese día.